# Barbetta

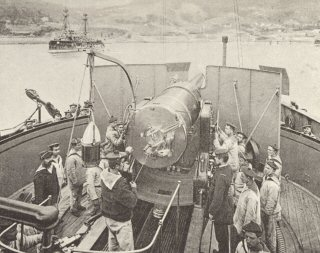
Barbetta della nave da battaglia francese Redoutable (1876)

La barbetta è una struttura difensiva di un cannone o di un pezzo di artiglieria, consistente in un parapetto o barriera oltre la quale si proietta la volata del cannone.

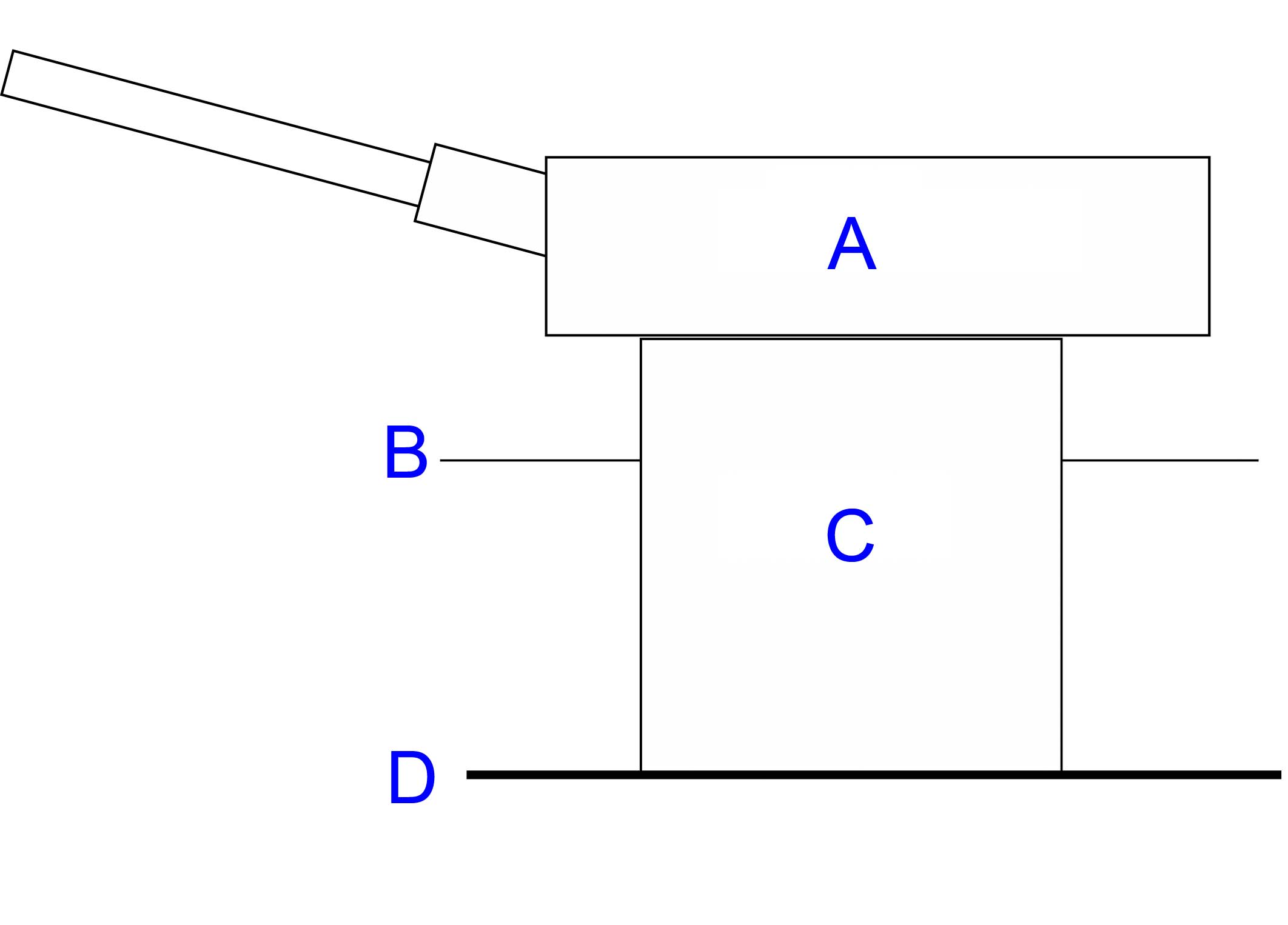
Illustrazione della barbetta in relazione ad altre parti della torretta di una nave da guerra: A: casamatta, B: ponte principale, C: barbetta, D: ponte corazzato

Il nome deriverebbe dal fatto che la canna del cannone sporgendo oltre il parapetto "facesse la barba" (bruciasse) all'erba sottostante. Rispetto a una torretta la barbetta offre un miglior angolo di fuoco a spese di una minor protezione, tipico di postazioni difensive temporanee.
In ambito navale, prima dell'introduzione della torretta corazzata completamente chiusa, una barbetta era una chiusura fissa corazzata che proteggeva il cannone. Poteva assumere la forma di un anello di corazza intorno alla montatura del cannone oltre la quale il cannone (possibilmente protetto da uno scudo) sparava.
In una nave da guerra dell'epoca delle corazzate monocalibro, la barbetta è l'anello fisso (che non ruota) al di sotto della torretta ruotante (propriamente detta "casamatta corazzata") e al di sopra del ponte corazzato della nave da guerra. Forma la protezione per la parte superiore del montacarichi che porta i proiettili e la loro carica propellente (per esempio cordite) dai magazzini sottostanti.
Quando il termine viene riferito a un aereo militare, una barbetta è una postazione su un aereo in cui un cannone o dei cannoni sono installati in una postazione che ha un arco di fuoco ristretto in confronto a quello di una torretta. La parola viene usata frequentemente per indicare la postazione del mitragliere di coda su bombardieri come la "fortezza volante" B-17.